# Portugal bajo la casa de Austria

Escudo de los reyes de la casa de Austria, también como soberanos de Portugal. Es de destacar las armas del Reino de Portugal, en el llamado heráldicamente punto de honor, entre las de Castilla-León y Aragón-Sicilia.

Portugal bajo la casa de Austria —denominado por la historiografía portuguesa como dinastía filipina o Tercera dinastía, o también denominada por la historiografía mundial como Unión ibérica— es el período histórico comprendido entre 1580 y 1640 en el que Portugal constituyó una unión dinástica aeque principaliter junto con los demás dominios que componían la Monarquía Hispánica bajo el mismo soberano de casa de Austria, que fueron:
- Felipe II de España, como Felipe I en Portugal (r. 1580-1598)
- Felipe III de España, como Felipe II en Portugal (r. 1598-1621)
- Felipe IV de España, como Felipe III en Portugal (r. 1621-1640)[a]

Esta unión reunió a toda la península ibérica, así como a las posesiones de ultramar portuguesas y españolas, bajo los monarcas españoles de los Habsburgo. La unión comenzó después de la crisis de sucesión portuguesa y la subsiguiente guerra de sucesión portuguesa, y duró hasta la guerra de Restauración portuguesa, durante la cual la casa de Braganza se estableció como la nueva dinastía gobernante de Portugal con la aclamación de Juan IV como nuevo rey de Portugal.
Durante su existencia, la Monarquía Hispánica llegó a convertirse en el imperio más dilatado de su tiempo debido a que gobernó sobre una extensa superficie del mundo que abarcaba desde las Indias de América hasta el extremo oriente de Asia, incluyendo factorías en África y la India.

## Intentos previos de unión dinástica

A fines del siglo XV, Castilla se une dinásticamente con Aragón a expensas de una unión semejante con Portugal.

De resultas del planteamiento ideológico de recuperación de la Hispania romana y goda, existieron sucesivos intentos de unión dinástica entre Castilla y Portugal:
- Por su matrimonio con Beatriz de Portugal, el rey Juan I de Castilla (r. 1379-1390) adoptó el título de rey de Portugal. Con el apoyo de la nobleza portuguesa trató de imponerse en la crisis sucesoria a la muerte de Fernando I de Portugal. Pero su derrota en la batalla de Aljubarrota permitió la instauración de la casa de Avís.

- La guerra de sucesión castellana (1475-1479) había gravitado igualmente en torno a una posible unión de Portugal y Castilla, posición defendida por la alta nobleza castellana aglutinada en torno a la causa de la pretendiente al trono Juana la Beltraneja, que podría haber producido la unión dinástica por el enlace matrimonial entre Juana y Alfonso V de Portugal pactado por los nobles. Pero este bando proportugués encontró la oposición y fue derrotado por el partido que apoyaba Isabel I de Castilla, lo que significó, en cambio, una unión dinástica castellano-aragonesa por el matrimonio de Isabel con el aún príncipe Fernando II de Aragón. Esta unión dinástica dio origen a la actual configuración territorial de España.[cita requerida]

- En 1500 el fallecimiento, aún niño, del príncipe Miguel de la Paz, hijo de Manuel I de Portugal, príncipe de Asturias y heredero simultáneo de las coronas de Portugal, Castilla y Aragón, abortó otra oportunidad de unión de los reinos ibéricos.

## La inclusión de Portugal en la Monarquía Católica

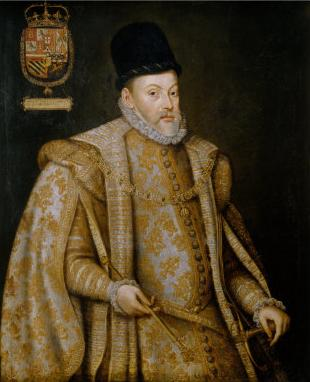
El rey Felipe II de España reinó en Portugal, como Felipe I, entre 1580 y 1598.

La rama española de los Habsburgo ascendió al trono portugués en la crisis de sucesión portuguesa de 1580 que se inició a raíz de la muerte sin descendientes del rey Sebastián I de Portugal en la batalla de Alcazarquivir y de su sucesor y tío-abuelo Enrique I de Portugal. El final de la línea directa de Juan III de Portugal arrojaba tres posibles opciones sucesorias:
- Catalina de Portugal, nieta de Manuel I de Portugal, casada con Juan I, duque de Braganza.
- Antonio, prior de Crato, nieto de Manuel I, pero considerado ilegítimo por la sociedad.
- Felipe de Habsburgo, rey de España, también nieto de Manuel I por línea femenina.

Felipe II de España terminó siendo reconocido como rey de Portugal en las Cortes de Tomar de 1581. Mientras tanto, la idea de perder la independencia dio lugar a una revolución liderada por el prior de Crato que llegó a proclamarse rey en 1580 y gobernó hasta 1583 en la isla Terceira de las Azores. El prior de Crato terminaría derrotado debido principalmente al apoyo a Felipe de la burguesía y de la nobleza tradicional.
Para conseguir tales apoyos, Felipe se comprometió a mantener y respetar los fueros, costumbres y privilegios de los portugueses. Lo mismo sucedería con los que ocuparan los cargos de la administración central y local, así como con los efectivos de las guarniciones y de las flotas de Guinea y de la India. En las Cortes estuvieron presentes todos los procuradores de las villas y ciudades portuguesas, a excepción de las pertenecientes a las islas Azores, fieles al rival pretendiente al trono derrotado por Felipe II, el prior de Crato.
Este fue el principio de la unión real que, sin grandes alteraciones, dominaría hasta cerca de 1640 a pesar de las intervenciones inglesas en las Azores en 1589. La diferencia básica entre la unión personal y real, es que la primera es casual y no crea ningún vínculo jurídico entre los territorios de la unión, mientras que en la unión real se produce una uniformización de su política exterior, como fue el caso de Portugal. Así, la unión de Portugal y Castilla daría lugar a un conglomerado territorial que incluía posesiones en todo el mundo: México, Cuba, Centroamérica, Sudamérica, Filipinas, como núcleos costeros en Berbería, Guinea, Angola, Mozambique, golfo pérsico, India y en el sudeste asiático (Macao, Molucas, Formosa...).

## Portugal en la Monarquía Hispánica
La integración de Portugal en España se produjo en la concepción que de España se tenía en los siglos XVI-XVII. En esa época, España era una monarquía compuesta, denominada como Monarquía Hispánica o Monarquía Católica, en cuyo entramado institucional se incorporó Portugal, formando parte junto con los demás reinos que componían la monarquía española. Y en el que cada uno de los reinos retenía su peculiaridades institucionales:

Una parecida buena voluntad a aceptar disposiciones constitucionales e institucionales ya existentes había informado la política de Felipe II ante la unión de Castilla con Portugal. Siguiendo el tradicional estilo de los Habsburgo, esta unión de coronas de 1580 fue otra unión dinástica, aeque principaliter, cuidadosamente planificada para asegurar la supervivencia de la identidad portuguesa, así como la de su imperio.
España en Europa: Estudios de historia comparada: escritos seleccionados, páginas 79-80

Cataluña, Portugal, Nápoles y Sicilia eran sociedades gobernadas por control remoto desde Madrid, y de modo más inmediato por los virreyes, que no podían compensar plenamente la ausencia de la persona regia. Todas ellas resultaron víctimas de las exigencias fiscales y militares de la Corona española.
España en Europa: Estudios de historia comparada: escritos seleccionados, página 190

The nation of Spain resulted from the unification of Castile and Aragon in 1479, although both kingdoms retained their separate governments. At the time of Philip II (reg. 1556-1598) ascended to the throne, he became the ruler of a vast, widely scattered territory, including Spain, the Netherlands, the Two Sicilies, and a rapidly expanding empire in the New World. He added Portugal to his kingdom in 1580, thereby bringing the entire Iberian peninsula under his control. [...] Many of Philip's—and Spain's—problems arose from the highly decentralized nature of the empire. Within Spain proper, Aragon, Catalonia, and Valencia had their own laws and tax systems; Portugal retained its separate  system from its incorporation in 1580 to its independence in 1640; and Sicily had its own legislature and tax structure. Naples and Milan were under more direct control from Madrid, and the Americas became a major source of revenue for the Crown after 1560.
La nación española resultó de la unificación de Castilla y Aragón en 1479, aunque ambos reinos retuvieron sus gobiernos separados. En la época en que Felipe II (1556-1598) ascendió al trono, llegó a ser el gobernante de un territorio vasto, amplio y disperso, que incluía España, los Países Bajos, las dos Sicilias, y un imperio en rápida expansión en el Nuevo Mundo. Añadió Portugal a su reino en 1580, y consecuentemente trajo consigo la Península Ibérica bajo su control. [...] Muchos de los problemas de Felipe —y de España— se originaron de la naturaleza altamente descentralizada del imperio. Dentro de España propiamente, Aragón, Cataluña y Valencia tenían sus propias leyes y sistemas tributarios; Portugal retuvo su sistema separado desde su incorporación en 1580 hasta su independencia en 1640; y Sicilia tuvo su propia legislación y estructura tributaria. Nápoles y Milán estaban bajo un control más directo desde Madrid, y las Américas llegaron a ser la principal fuente de ingresos para la Corona después de 1560.
Handbook of Bureaucracy, páginas 12 y 13

La Monarquía Hispánica, también denominada Monarquía Católica, era el conjunto de territorios con sus propias estructuras institucionales y ordenamientos jurídicos, diferentes y particulares, unidos según el principio aeque principaliter y que se hallaban gobernados por igual por el mismo soberano, el monarca español, a través de un sistema polisinodial de Consejos.
El soberano español actuaba como rey según la constitución política de cada reino, y por tanto, su poder variaba de un territorio a otro, pero actuaba como monarca de forma unitaria sobre todos sus territorios. El respeto de las jurisdicciones territoriales no impidió un refuerzo de la autoridad y poder regio del monarca en cada reino en particular.
A pesar del respeto y autonomía jurisdiccional, existía una política o directriz común que había que obedecerse encarnada por la diplomacia y la defensa, y en la que la Corona de Castilla ocupaba la posición central y preeminente sobre los demás.
La Monarquía incluía las coronas de Castilla (con Navarra y los territorios de Ultramar) y Aragón (con Sicilia, Nápoles, Cerdeña y el Estado de los Presidios), Portugal entre 1580 y 1640, los territorios del Círculo de Borgoña excepto 1598-1621 (Franco Condado, Países Bajos, más aparte Charolais), el ducado de Milán y el marquesado de Finale.
De este modo, el rey de Portugal era el monarca español, y Portugal no formó un reino (con su imperio) aparte respecto a España, sino que se integró en la estructura política y organizativa de la monarquía española, conservando su administración particular como los restantes reinos de la monarquía. Así no fue, por tanto, propiamente dicho un imperio hispano-portugués, ya que no existía una administración portuguesa opuesta a otra española, sino que la administración portuguesa era tan particular como podía tener otro reino de los que se constituía España; los mismos contemporáneos dan cuenta de esto:
- El conde-duque de Olivares, en su memorial a Felipe IV indicaba:

Tenga Vuestra Majestad por el negocio más importante de su Monarquía el hacerse Rey de España; quiero decir que no se contente con ser Rey de Portugal, de Aragón, de Valencia, conde de Barcelona, sino que trabaje por reducir estos reinos de que se compone España al estilo y leyes de Castilla sin ninguna diferencia, que si Vuestra Majestad lo alcanza será el príncipe más poderoso del mundo.
España en Europa: Estudios de historia comparada: escritos seleccionados, página 26.
Historia y civilización: Escritos seleccionados, página 77.

Olivares se manifiesta aquí, precursor de la Nueva Planta de Felipe V. Su audaz arbitrio apuntaba a una especie de consumación del movimiento renacentista encaminado a la reconstrucción de la España visigoda, centrada en torno a Castilla, fundiendo en un solo molde las tres Coronas destinadas a fundamentar la monarquía. Lo prematuro de tal propuesta quedará reflejado, cinco años más tarde, en unos párrafos de la Suplicación dirigida al mismo monarca por el portugués Lorenzo de Mendoza, allí donde alude a la unión de Reinos y Monarquía de Vuestra Majestad, que principalmente depende de estas tres Coronas de Castilla, Portugal y Aragón unidas y hermanadas.
Historia y civilización: Escritos seleccionados, página 77.

- Juan de Palafox y Mendoza, diputado de las Cortes de Aragón y virrey de Nueva España, indica en Juicio secreto e interior de la Monarquía para mí solo:[20] «Felipe II perfeccionó la Monarquía con agregar la Corona de Portugal, y sus Indias Orientales á los restante de España». Tal cita aparece parafraseada y citada por Jover Zamora:

Y así puede decirse —resume Palafox— que a esta Monarquía la zanjó la sabiduría y gran juicio de Fernando el Católico, la formó el valor y celo de Carlos V y la perfeccionó la justicia y prudencia de Felipe II; este último perfeccionó la monarquía, con agregar la Corona de Portugal y sus Indias Orientales a lo restante de España. [...] Enseguida tendremos ocasión de comprobar que es precisamente el problema de la unión entre las tres Coronas de los reinos peninsulares y ultramarinos de España lo que centra el interés, la inquietud y la angustia de nuestro escritor.
Historia y civilización: Escritos seleccionados, página 79.

La experiencia de 1640 deja todavía intacto el concepto de España como realidad peninsular; de nación española como gentilicio de aplicación común a castellanos, catalanes o portugueses.
Historia y civilización: Escritos seleccionados, página 81.

Sería ya en el siglo XVIII, cuando cambió esta concepción de España y se refijaron sus límites geográficos, institucionales y de acción política, pero sin Portugal.

En fin, el proceso iniciado con la Restauración portuguesa de 1640, formalizado jurídicamente en 1668 con el reconocimiento de la independencia de Portugal por Carlos II, queda consolidado tras la guerra de sucesión y el establecimiento de una nueva dinastía. España ha dejado de ser definitivamente la expresión geográfica e histórica, comprensiva de toda la Península, arraigada en una noble tradición clásica; España ha pasado a ser una entidad política que comparte, con otra entidad política llamada Portugal, el solar de la Hispania del Renacimiento.
Historia y civilización: Escritos seleccionados, página 88

## Gobierno de Portugal bajo la casa de Austria

El Imperio de Felipe II en 1598, distinguiendo el ámbito de cada Consejo territorial en el sistema polisinodial de la Monarquía Católica
Territorios adscritos al Consejo de Castilla
Territorios adscritos al Consejo de Aragón
Territorios adscritos al Consejo de Portugal
Territorios adscritos al Consejo de Italia
Territorios adscritos al Consejo de Indias
Territorios adscritos al Consejo de Flandes abarcando los territorios disputados con las Provincias Unidas.

Debido a la complejidad en la gestión de gobierno de los diferentes territorios que componían la Monarquía Hispánica, con sus propias estructuras institucionales y ordenamientos jurídicos, el monarca español empleaba un sistema polisinodial de Consejos, que eran unos organismos auxiliares dedicados al asesoramiento y resolución de problemas, que sometían al conocimiento y decisión del monarca. La correspondencia administrativa de los diferentes territorios de la monarquía llegaba a los diferentes consejos, en Madrid, después el secretario de cada consejo organizaba el material que tenía que entregar a la atención del rey, y con posterioridad, el rey reunido con los secretarios solicitaba el dictamen del consejo correspondiente. Después de eso, el consejo respondía al monarca tras tratar el tema en una sesión para plantear la consulta formal al monarca. El secretario elevaba esa consulta al rey, y este daba su respuesta al consejo con la decisión que debía llevar a cabo.
El Consejo de Estado en Madrid, se encargaba de las decisiones importantes referidas a la organización y la defensa del conjunto de la Monarquía Hispánica, y con frecuencia tenía que tener en consideración asuntos portugueses. Incluso, el consejo de guerra ejercía su jurisdicción sobre las tropas ubicadas en las fortificaciones castellanas establecidas en el litoral portugués.
Y también, había consejos de carácter territorial, cuyas funciones estaban especializadas en un espacio territorial concreto: Consejo de Castilla, Consejo de Aragón, Consejo de Navarra, Consejo de Italia, Consejo de Indias, Consejo de Flandes, y Consejo de Portugal. El Consejo de Portugal, establecido en 1582, estaba compuesto por un presidente y seis (más tarde cuatro) consejeros, y desapareció en 1668. La función del Consejo era manifestar al rey los asuntos referidos a la justicia, la gracia, y la economía de la Corona portuguesa. Cualquier decisión del rey que afectara a Portugal debía pasar por una consulta al Consejo antes de ser transmitido a la cancillería de Lisboa y ante los tribunales afectados. El Consejo de Portugal tuvo dos sesiones: en 1619, por la presencia del rey Felipe III en Lisboa, y entre 1639-1658, sustituido por la Junta de Portugal. Desde la Restauración en 1640, el Consejo siguió vigente, ya que Felipe IV no había reconocido la independencia de Portugal, y llevó a cabo la atención a los portugueses fieles al monarca español, y del gobierno de Ceuta.
En relación con el gobierno del reino de Portugal, durante el periodo de unión del reino de Portugal a la monarquía española, los soberanos de la casa de Austria en general respetaron los compromisos aceptados en las Cortes de Tomar en 1581, para permitir una considerable autonomía del reino así como respetar los territorios de su imperio. Los oficios públicos se reservaban para los súbditos portugueses tanto en la metrópolis como en su territorios ultramarinos. El rey estuvo representado en Lisboa, unas veces por un gobernador y, otras por un virrey. Así, España dejó la administración de Portugal y su imperio en gran parte a los propios portugueses, bajo la supervisión general desde Madrid canalizada a través del virrey en Lisboa. Los asuntos importantes, sin embargo, se remitían a Madrid, donde se presentaban ante el Consejo de Portugal. En el mismo reino portugués el sistema polisinodial se reforzó por medio de:
- Consejo de Estado. El Conselho de Estado de Lisboa era el Consejo privado del rey, encargado de debatir las principales cuestiones relacionadas con la Corona, especialmente en cuanto a política exterior. Los consejeros pueden enviar sus observaciones al rey, y el rey las consideraba a través de su virrey. Aunque el Conselho de Estado de Lisboa, el Consejo funcionaba como asesor del delegado del rey, este Consejo de Estado estuvo sin una autoridad administrativa claramente definida, y de hecho no desempeñó una función relevante de coordinación. Los reyes españoles mantuvieron el sistema de dos secretarios de Estado, uno para el reino (la metrópoli) y el otro para India, es decir, para las colonias, a pesar de varios conflictos de jurisdicción, que se solventaron con la creación del Conselho da India, en 1604.

- De la misma manera, los reyes españoles mantuvieron la Mesa da Consciência e Ordens, que era tanto tribunal y Consejo para Asuntos Religiosos como responsable de gestionar los nombramientos eclesiásticos y la propiedad de las órdenes militares en las colonias y en la metrópoli.

- La Inquisición portuguesa se mantuvo independiente de la Mesa da Consciência e Ordens. Hubo tres tribunales principales en Lisboa, Coímbra y Évora.

- Los reyes españoles de Portugal también conservaron el Desembargo do Paço. La cúspide de todo el sistema judicial portugués fue el Desembargo do Paço o Tribunal Real de Justicia en Lisboa. Este tribunal, el más alto tribunal en el reino, controlaba el nombramiento de todos los magistrados y jueces, y supervisaba la Casa de Supplicação  o Corte de Apelaciones de Lisboa, así como los tribunales superiores en los territorios portugueses de ultramar. La primera función del Desembargo do Paço era controlar la contratación de los magistrados (leitura de bachareis) y controlar el ejercicio de su cargo; este control se extendía a la totalidad de las profesiones jurídicas. Y también tenía que mediar en conflictos entre los demás tribunales del reino. El Desembargo do Paço otorgaba dispensas, actos de legitimación y otro temas relevantes sobre la justicia y la gracia, y en ocasiones aconsejaba al rey en asuntos políticos y económicos, así como judiciales. Por otra parte, una comisión de juristas encargó de reformar el sistema legal elaborando un nuevo código en Portugal, las Ordenações filipinas, promulgado en 1603.

- La Casa de Supplicação y la Casa do Civel, ambos son dos tribunales reales de apelación para los casos civiles como penales. La Casa do Civel ejercía jurisdicción sobre la parte norte del reino, y la Casa de Supplicação sobre el resto en el reino, incluidas las islas y ultramar.

- En 1591, los cuatro Vedores da Fazenda (supervisores de la hacienda pública) fueron reemplazados por un Conselho da Fazenda compuesto por un Vedor da Fazenda presidiendo cuatro consejeros (dos de ellos abogados) y cuatro secretarios. El Conselho da Fazenda ejerció un control sobre los funcionarios de Hacienda, administró las propiedades del rey, y ejerció su jurisdicción sobre las aduanas y arsenales, el tribunal de cuentas y la administración del monopolio del comercio con ultramar.

- Desde 1604, el recién creado Conselho da India fue investido con competencias para todos los asuntos ultramarinos, además de las cuestiones relativas a Madeira, las Azores y los baluartes de Marruecos. También se encargó de la designación de los funcionarios coloniales, cuyos despachos eran así mismo gestionados por este Conselho da India. Sin embargo, fue el Conselho da Fazenda el que se encargó de las expediciones navales, la compraventa de la pimienta y el cobro de las rentas reales, y en definitiva con todos los asuntos económicos. El Conselho da India, por lo tanto, ejerció sólo poderes limitados. Como fue una creación del rey español, fue considerado con desagrado por los portugueses y causa de los recelos de la Mesa da Consciencia, el Conselho da India desapareció en 1614.

Sin embargo, la coyuntura política necesitaba reacciones urgentes, y en este contexto apareció un sistema de Juntas para encargarse de cuestiones específicas, como por ejemplo, la Junta para la reforma del Consejo de Portugal (1606-1607, 1610), la Junta para clasificación de las deudas a la Tesorería (desde 1627) o las Juntas para la organización de las armadas de socorro de Brasil (desde 1637)

## Final de la casa de Austria de Portugal
Los reinados de Felipe I y Felipe II de Portugal fueron relativamente pacíficos principalmente porque hubo poca interferencia castellana en los asuntos de Portugal, que seguía bajo la administración de gobiernos portugueses. A partir de 1630, ya en el reinado de Felipe III de Portugal, la situación tendió a una mayor intervención castellana y a un descontento creciente. Las numerosas guerras en las que España se vio envuelta, por ejemplo contra las Provincias Unidas (guerra de los Ochenta Años) y contra Inglaterra, habían costado vidas portuguesas y oportunidades comerciales. Dos revueltas populares portuguesas habidas en 1634 y 1637, especialmente en la región del Alentejo, no llegaron a tener proporciones peligrosas, pero en 1640 el poder militar español se vio reducido debido a la guerra con Francia y la sublevación de Cataluña.
El menoscabo de privilegios de la nobleza nacional se fue agravando, con la aristocracia preocupada con la pérdida de sus puestos y rendimientos. Los impuestos aumentaban y sobre todo, los burgueses estaban afectados en sus intereses comerciales. Las posesiones portuguesas estaban amenazadas por ingleses y neerlandeses, en competencia y rivalidad con el imperio español, y a merced a la impotencia de las flotas españolas para proteger simultánea y adecuadamente sus extensas rutas y puertos alrededor del mundo. Portugal ya no podía negociar la paz con sus enemigos y su destino dependía de la Corte de Madrid, y por tanto, los intereses portugueses se veían arrastrados a una situación de peligro permanente, que antes de la unión había sido más fácil de conjurar.
La gota que colmó el vaso fue la intención del conde-duque de Olivares en 1640 de usar tropas portuguesas contra los catalanes sublevados, que los portugueses negaron. El cardenal Richelieu, mediante sus agentes en Lisboa, halló un líder en Juan II, duque de Braganza, nieto de Catalina de Portugal, casado este con Luisa Francisca de Guzmán, hija de los duques de Medina Sidonia, natural de Huelva; dichos duques apoyaron en la sombra la causa separatista, ya que ellos mismos se enrolaban en la «conjura de Andalucía», conspiración del duque de Medina Sidonia. Aprovechándose de la falta de popularidad de la gobernadora Margarita de Saboya, duquesa de Mantua, y de su secretario de estado Miguel de Vasconcelos, los líderes separatistas portugueses encabezados por Miguel de Almeida dirigieron una conspiración palaciega el 1 de diciembre de 1640 para entronizar al duque de Braganza, y esta conspiración acabó con la muerte de Vasconcelos, el arresto de la virreina y la orden de rendición de las guarniciones con las tropas del rey Felipe en todos los territorios portugueses. El arzobispo de Lisboa, Rodrigo da Cunha fue nombrado lugarteniente general de Portugal, que mandó publicar la proclamación del duque de Braganza como rey de Portugal y envió mensajeros a tal efecto. El 6 de diciembre Juan IV entró en Lisboa y el 15 de diciembre fue aclamado y jurado como rey de Portugal, enfrente del palacio real, en Terreiro do Paço.
El reconocimiento de Juan IV fue prácticamente unánime, en Brasil conocieron la proclamación de Juan IV en febrero de 1641, y en Asia, los navíos de aviso no zarparon hasta marzo de 1641. No obstante, no todos los territorios cambiaron de obediencia, y siguieron reconociendo a Felipe III como rey de Portugal. El sur de Brasil y Macao, a pesar del reconocimiento inicial entablaron contactos con los castellanos para volver a la obediencia de Felipe III de Portugal. De este modo, en el sur de Brasil, en São Paulo y Río de Janeiro, donde se había reconocido inicialmente a Juan IV, todavía se esperaban apoyos desde Buenos Aires para volver a obediencia del rey Felipe, que fueron pronto neutralizados, y además, en 1647 los colonos de São Paulo y Río de Janeiro pidieron ayuda ayuda a la Corte de Madrid para sublevarse en nombre del Rey Católico, pero fue desestimada por el Consejo de Estado por exceso de riesgo, como lo fue también en 1656. En 1642, el gobernador de Macao se puso en contacto en la Corte de Madrid para volver a la obediencia del rey Felipe, pero fue desestimado porque se esperaba recuperar la metrópoli y con ello todos los territorios de ultramar.
La independencia recién restaurada fue defendida durante veintiocho años, rechazando las sucesivas tentativas de invasión de los ejércitos de Felipe IV de España y derrotándolos en batallas como las de las Líneas de Elvas (1659) y la de Villaviciosa (1665), hasta la firma de un tratado de paz definitivo en Lisboa (1668), por el que Ceuta quedaría como posesión de los Habsburgo.

## Consecuencias en Portugal de la unión con la Monarquía Hispánica
La historiografía proportuguesa ha mantenido que la unión de las coronas ibéricas resultó perjudicial para el reino portugués debido a las guerras emprendidas en Europa por los monarcas Habsburgo. De ahí en adelante se produjo un período de declive político, de endeudamiento y de dependencia económica que disminuyó considerablemente el poderío luso en el continente y en las colonias.
Portugal se vio envuelto en las vicisitudes en las que hallaba la Corona, siendo arrastrado a conflictos costosos (en término de vidas y recursos financieros y territoriales) con potencias emergentes como Inglaterra y sobre todo la República de las Provincias Unidas, que afectaron a los territorios ultramarinos de Portugal durante este período. Así, sobre todo durante el reinado de Felipe IV de España, los ataques ingleses y neerlandeses produjeron el debilitamiento del monopolio en las islas Molucas, la pérdida de Amboina (1605), Ormuz (1622) y São Jorge da Mina (1637), el cierre de los puertos de Japón en 1637, o los establecimientos neerlandeses en Brasil (Salvador de Bahía, 1624-1625; Pernambuco, Paraíba, rio Grande do Norte, Ceará y Sergipe desde 1630). Pérdidas que no fueron irreparables hasta que desde 1640 faltó la protección de la Monarquía española; de este modo, tras la independencia, Portugal perdió todo su imperio colonial en Asia, aunque pudieron rehacer su poder atlántico al expulsar a los neerlandeses del Brasil, como también de Angola y de Santo Tomé y Príncipe (1641-1649). Con lo cual, debido a la indisponibilidad de los mercados de las Indias Orientales, Portugal pasó a beneficiarse con la caña de azúcar del Brasil.
Por su parte, los portugueses, a través de las incursiones de los bandeirantes, se aprovecharon de la unión dinástica con Castilla para violar el Tratado de Tordesillas y extenderse así por territorios americanos que les habrían correspondido a la Corona de Castilla, mientras que Castilla lo hizo en territorios de las Molucas y Formosa para hacer frente a la expansión neerlandesa. Sin embargo, la ocupación efectiva portuguesa —con la fundación de fuertes y ciudades— del territorio brasileño al oeste de la línea del tratado de Tordesillas sólo se produjo en el final del siglo XVII y sobre todo durante el siglo XVIII, basada en el nuevo concepto legal de Uti possidetis iure.
Ceuta pasó en 1640 a manos castellanas. La ciudad, que había sido portuguesa, decidió mantenerse bajo la soberanía castellana con Felipe lV cómo rey, en lugar de ser fiel al nuevo rey luso, Juan IV. El Tratado de Lisboa de 1668 ratifica la soberanía española sobre Ceuta y reconoce la independencia de Portugal.

### Cultura
Durante la Unión hubo mucho bilingüismo; Stanley G. Payne alega que entre la población educada todos eran bilingües o al menos leían el español.  De hecho, el español fue durante este período el idioma principal de las obras literarias publicadas en Portugal.